# Iván Mándy
Iván Mándy (n. 1918 – d. 1995) a fost un scriitor maghiar.